# Cocytia chlorosoma
Cocytia chlorosoma là một loài bướm đêm trong họ Erebidae.